# رسوب زیستی

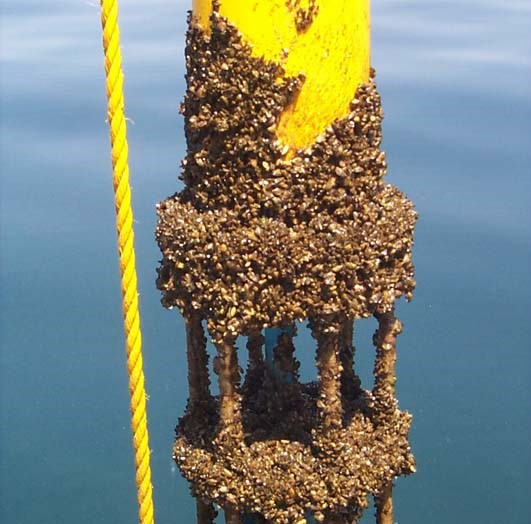
دستگاه اندازه‌گیری جریان با روکش صدف زبرا

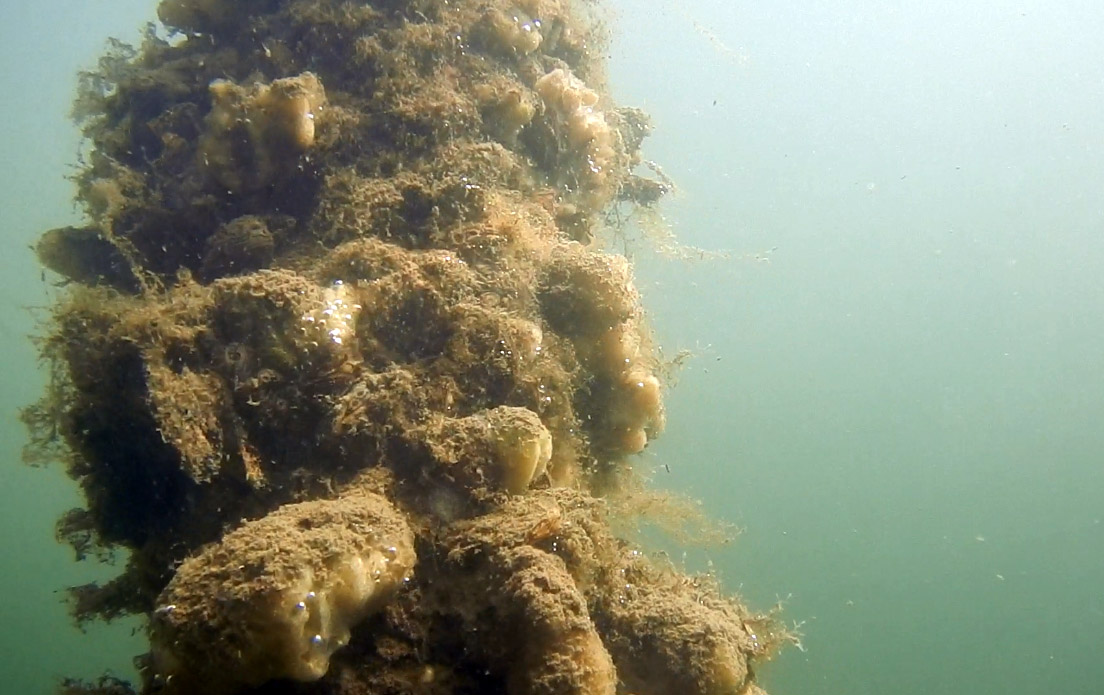
موجودات گیاهی، باکتری‌ها و حیوانات (اسفنج‌های آب شیرین) غلاف یک کابل برق را در یک کانال (میدل دوله در لیل (فرانسه)، شمال فرانسه) پوشانده‌اند (رسوب داده‌اند).

رسوب زیستی یا رسوب بیولوژیکی، تجمع میکروارگانیسم‌ها، گیاه، جلبک‌ها یا جانوران کوچک در جاهایی است که مورد نظر نیست، مانند بدنه کشتی‌ها و زیردریایی‌ها، دستگاه‌هایی مانند ورودی‌های آب، لوله‌ها، شبکه‌ها، حوضچه‌ها و رودخانه‌ها که باعث تخریب هدف اصلی آن وسیله می‌شوند. چنین تجمعی زمانی که سطح میزبان موجود زنده دیگری باشد و رابطه انگلی نباشد، اپی‌بیوز نامیده می‌شود. از آنجایی که رسوب زیستی می‌تواند تقریباً در هر جایی که آب وجود دارد رخ دهد، این پدیده خطراتی را برای طیف گسترده‌ای از اشیاء مانند بدنه و تجهیزات قایق، دستگاه‌ها و غشاهای پزشکی و همچنین برای کل صنایع مانند تولید کاغذ، فرآوری مواد غذایی، ساخت و ساز زیر آب و کارخانه‌های نمک‌زدایی ایجاد می‌کند.
ضد رسوب، توانایی مواد طراحی‌شدهٔ خاص (مانند رنگ‌های سمی زیست‌کش یا رنگ‌های غیرسمی) برای حذف یا جلوگیری از رسوب زیستی است.
تجمع رسوبات زیستی روی کشتی‌های دریایی یک مشکل اساسی است. در برخی موارد، ساختار بدنه و سیستم‌های رانش می‌توانند آسیب ببینند. تجمع رسوبات زیستی روی بدنه کشتی‌ها می‌تواند هم حجم هیدرودینامیکی کشتی و هم اصطکاک هیدرودینامیکی را افزایش دهد و منجر به افزایش نیروی پسا تا ۶۰٪ شود. دیده شده است که افزایش نیروی پسا سرعت را تا ۱۰٪ کاهش می‌دهد، که می‌تواند برای جبران آن نیاز به افزایش تا ۴۰٪ سوخت داشته باشد. با توجه به اینکه سوخت معمولاً تا نیمی از هزینه‌های حمل و نقل دریایی را تشکیل می‌دهد، روش‌های ضدخزه می‌توانند مقدار قابل توجهی در هزینه‌های صنعت کشتیرانی صرفه‌جویی کنند. علاوه بر این، افزایش مصرف سوخت به دلیل رسوب زیستی به اثرات نامطلوب زیست‌محیطی منجر می‌شود و پیش‌بینی می‌شود که انتشار دی‌اکسید کربن و دی‌اکسید گوگرد را تا سال ۲۰۲۰ به ترتیب بین ۳۸ تا ۷۲ درصد افزایش دهد.

## زیست‌شناسی
ارگانیسم‌های زیست‌رسوب بسیار متنوع هستند و بسیار فراتر از اتصال بارناکل‌ها و جلبک‌های دریایی گسترش می‌یابند. طبق برخی تخمین‌ها، بیش از ۱۷۰۰ گونه شامل بیش از ۴۰۰۰ موجود زنده مسئول ایجاد رسوبات زیستی هستند. رسوب زیستی به دو دسته ریزرسوب - تشکیل بیوفیلم و چسبندگی باکتری‌ها - و درشترسوب - اتصال موجودات بزرگتر - تقسیم می‌شود. با توجه به شیمی و زیست‌شناسی متمایزی که مانع از ته‌نشینی آنها می‌شود، ارگانیسم‌ها به انواع سخت‌رسوب‌کننده یا نرم‌رسوب‌کننده نیز طبقه‌بندی می‌شوند. موجودات رسوب‌گذار آهکی (سخت) شامل بارناکل‌ها، بریوزوئن‌های پوسته‌ریز، نرم‌تنان مانند صدف زبرا، و کرم‌های لوله‌ای و سایر کرم‌های لوله‌ای می‌شوند. نمونه‌هایی از موجودات رسوب‌گذار غیرآهکی (نرم) عبارتند از جلبک دریایی، هیدروئیدها، جلبک‌ها و بیوفیلم «لجن». این موجودات با هم، یک جامعهٔ رسوب‌گذاری را تشکیل می‌دهند.

### تشکیل اکوسیستم

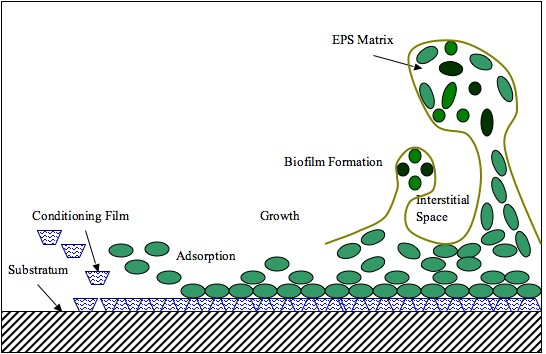
فرایند اولیهٔ زیست‌رسوب: (چپ) پوشش‌دهی «زیرلایه» غوطه‌ور با پلیمرها. (حرکت به راست) اتصال باکتری و تشکیل ماتریکس ماده پلیمری خارج سلولی (EPS).

رسوب‌گذاری دریایی معمولاً به صورت چهار مرحله از توسعه اکوسیستم توصیف می‌شود. در دقیقه اول، برهمکنش واندروالس باعث می‌شود سطح غوطه‌ور با یک لایه نازک از پلیمرهای آلی پوشانده شود. در ۲۴ ساعت بعدی، این لایه امکان چسبندگی باکتری‌ها را فراهم می‌کند و دیاتوم‌ها و باکتری‌ها (مثلاً ویبریو آلژینولیتیکوس، سودوموناس پوترفاسینس) به آن متصل می‌شوند و تشکیل بیوفیلم را آغاز می‌کنند. در پایان هفته اول، مواد مغذی غنی و سهولت اتصال به بیوفیلم، به کلونیزه‌کننده‌های ثانویه اسپورهای ماکروجلبک‌ها و تک‌یاخته‌ها اجازه اتصال می‌دهد. ظرف دو تا سه هفته، کلونی‌سازهای ثالثیه - ماکروفولرها - به هم متصل شده‌اند. این شامل نیام‌داران، نرم‌تنان و کیسه‌تنان بی‌ساقه می‌شود.

## تأثیر

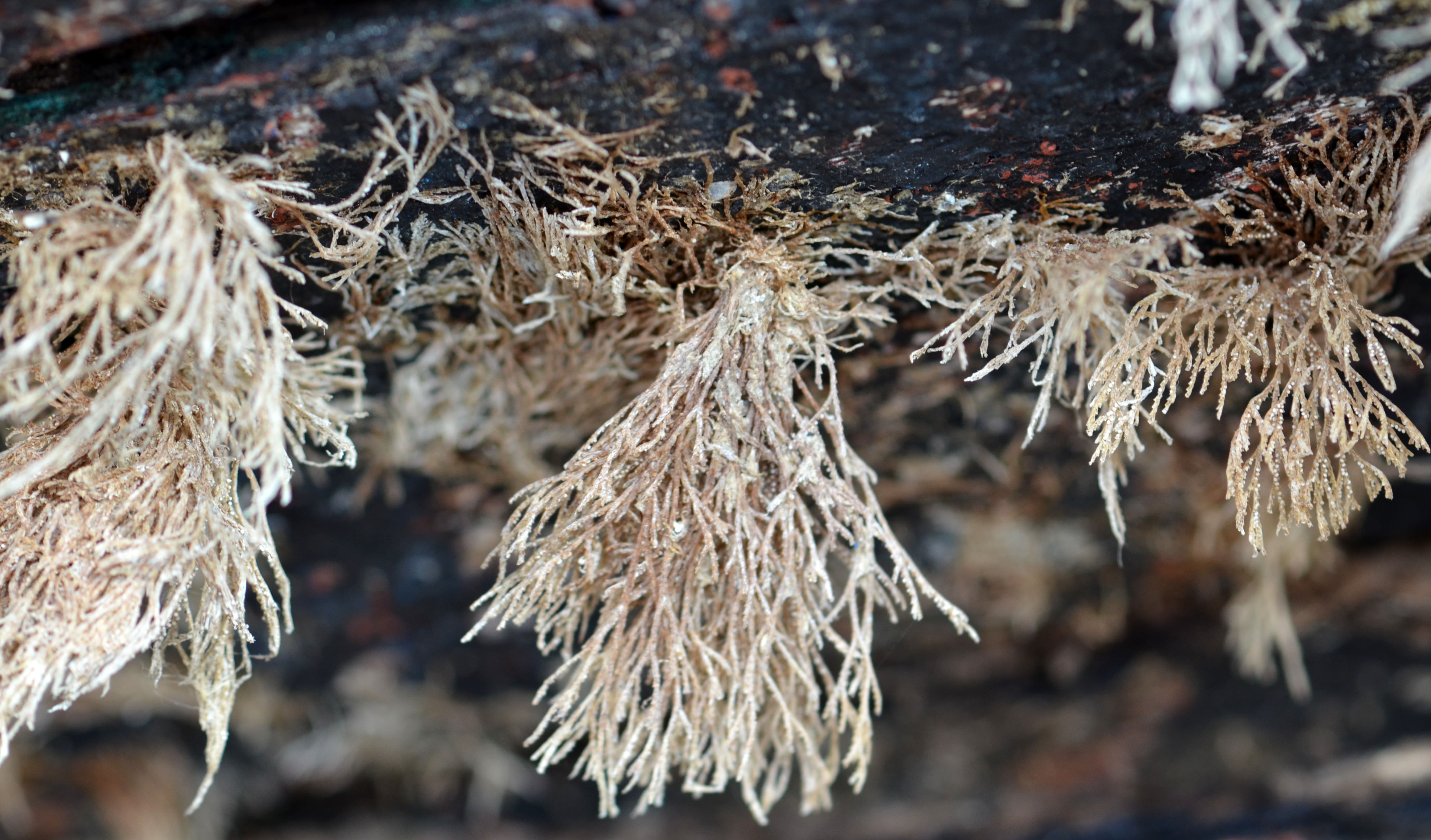
رسوبات زیستی مرده، زیر یک قایق چوبی (جزئیات)

دولت‌ها و صنایع بیش از ۵٫۷ دلار آمریکا هزینه می‌کنند میلیارد دلار سالانه برای جلوگیری و کنترل رسوبات زیستی دریایی. رسوب زیستی در همه جا رخ می‌دهد، اما از نظر اقتصادی برای صنایع کشتیرانی از اهمیت بیشتری برخوردار است، زیرا رسوب روی بدنه کشتی به‌طور قابل توجهی نیروی درگ را افزایش می‌دهد، عملکرد کلی هیدرودینامیکی کشتی را کاهش می‌دهد و مصرف سوخت را افزایش می‌دهد.
رسوب زیستی تقریباً در تمام شرایطی که مایعات پایه آب در تماس با سایر مواد هستند، یافت می‌شود. تأثیرات مهم صنعتی بر نگهداری از آبزی‌پروری، سیستم‌های غشایی (مانند بیوراکتورهای غشایی و غشاهای مارپیچی اسمز معکوس) و چرخه‌های آب خنک‌کننده تجهیزات صنعتی بزرگ و نیروگاه‌ها است. رسوب زیستی می‌تواند در خطوط لوله نفت حامل روغن‌های حاوی آب، به ویژه خطوط لوله حامل روغن‌های کارکرده، روغن‌های برش، روغن‌های محلول در آب از طریق امولسیون و روغن‌های هیدرولیک، رخ دهد.
سایر مکانیسم‌هایی که تحت تأثیر رسوبات زیستی قرار می‌گیرند شامل دستگاه‌های دارورسانی میکروالکتروشیمیایی، ماشین‌آلات کاغذسازی و صنایع خمیر کاغذ، ابزارهای زیر آب، لوله‌کشی سیستم‌های حفاظت از آتش و نازل‌های سیستم آب‌پاش هستند. در چاه‌های آب زیرزمینی، تجمع رسوبات زیستی می‌تواند نرخ جریان بازیابی را محدود کند، همان‌طور که در قسمت بیرونی و داخلی لوله‌های تخمگذار در اقیانوس وجود دارد که در آن رسوبات اغلب با فرایند تمیز کردن لوله از بین می‌روند. علاوه بر تداخل با مکانیسم‌ها، رسوبات زیستی روی سطوح موجودات زنده دریایی نیز رخ می‌دهند که به عنوان اپی‌بیوز شناخته می‌شود.
دستگاه‌های پزشکی اغلب شامل هیت سینک‌های خنک‌شونده با فن هستند تا اجزای الکترونیکی خود را خنک کنند. اگرچه این سیستم‌ها گاهی اوقات شامل فیلترهای HEPA برای جمع‌آوری میکروب‌ها هستند، اما برخی از عوامل بیماری‌زا از این فیلترها عبور می‌کنند، درون دستگاه جمع می‌شوند و در نهایت به بیرون پرتاب می‌شوند و سایر بیماران را آلوده می‌کنند. دستگاه‌های مورد استفاده در اتاق‌های عمل به ندرت دارای فن هستند تا احتمال انتقال به حداقل برسد. همچنین، تجهیزات پزشکی، واحدهای تهویه مطبوع، رایانه‌های پیشرفته، استخرهای شنا، سیستم‌های آب آشامیدنی و سایر محصولاتی که از خطوط مایع استفاده می‌کنند، با رشد بیولوژیکی در داخل آنها، در معرض خطر رسوب زیستی قرار دارند.
از نظر تاریخی، تمرکز توجه بر تأثیر شدید ناشی از رسوبات زیستی بر سرعت کشتی‌های دریایی بوده است. در برخی موارد، ساختار بدنه و سیستم‌های رانش می‌توانند آسیب ببینند. با گذشت زمان، تجمع رسوبات زیستی روی بدنه کشتی‌ها، هم حجم هیدرودینامیکی کشتی و هم اثرات اصطکاکی را افزایش می‌دهد که منجر به افزایش نیروی پسا تا ۶۰٪ می‌شود این نیروی پسا اضافی می‌تواند سرعت را تا ۱۰٪ کاهش دهد، که برای جبران آن نیاز به افزایش تا ۴۰٪ سوخت است. با توجه به اینکه سوخت معمولاً تا نیمی از هزینه‌های حمل و نقل دریایی را تشکیل می‌دهد، تخمین زده می‌شود که خزه‌های زیستی به تنهایی حدود ۱ دلار برای نیروی دریایی ایالات متحده هزینه داشته باشند. میلیارد دلار در سال صرف افزایش مصرف سوخت، اقدامات مربوط به نگهداری و کنترل رسوبات زیستی می‌شود. افزایش مصرف سوخت به دلیل رسوب زیستی به اثرات نامطلوب زیست‌محیطی منجر می‌شود و پیش‌بینی می‌شود که انتشار دی‌اکسید کربن و دی‌اکسید گوگرد را تا سال ۲۰۲۰ بین ۳۸ تا ۷۲ درصد افزایش دهد.
رسوب زیستی همچنین بر آبزی‌پروری تأثیر می‌گذارد، هزینه‌های تولید و مدیریت را افزایش می‌دهد، در حالی که ارزش محصول را کاهش می‌دهد. جوامع رسوبی ممکن است مستقیماً با صدف‌ها برای منابع غذایی رقابت کنند، با کاهش جریان آب در اطراف صدف‌ها، مانع از تهیه غذا و اکسیژن شوند، یا در باز شدن عملیاتی دریچه‌های آنها اختلال ایجاد کنند. در نتیجه، ماهی‌هایی که تحت تأثیر رسوب زیستی قرار می‌گیرند، می‌توانند کاهش رشد، شرایط و بقا را تجربه کنند و متعاقباً تأثیرات منفی بر بهره‌وری مزرعه داشته باشند. اگرچه روش‌های زیادی برای حذف وجود دارد، اما اغلب بر گونه‌های کشت‌شده تأثیر می‌گذارند، گاهی اوقات بیشتر از خود ارگانیسم‌های رسوب‌گذار.

## برای مطالعهٔ بیشتر
- Kirschner, Chelsea M; Brennan, Anthony B (2012), "Bio-Inspired Antifouling Strategies", Annual Review of Materials Research, 42: 211–229, Bibcode:2012AnRMS..42..211K, doi:10.1146/annurev-matsci-070511-155012